# Queensland del Norte
Queensland del Norte (en inglés: North Queensland), también denominado Queensland Septentrional, es el nombre de un estado propuesto en Australia. 
Bajo la Constitución de Australia, artículo 124, un nuevo estado puede ser creado mediante la "separación del territorio de un Estado, pero sólo con el consentimiento del Parlamento, y un nuevo estado puede ser formado por la unión de dos o más estados o partes de los mismos, pero sólo con el consentimiento de los parlamentos de los estados interesados".
Una propuesta es que Queensland debe ser dividida por el paralelo 22 con el límite que se extiende justo al sur de Sarina, en la costa, hasta la frontera del Territorio del Norte entre Boulia y Monte Isa, y la capital sería Sellheim, cerca de Charters Towers, para superar la rivalidad entre Mackay, Townsville y Cairns.